# Dona Benta
Dona Benta Encerrabodes de Oliveira é uma personagem da obra Sítio do Picapau Amarelo de Monteiro Lobato.

## Características

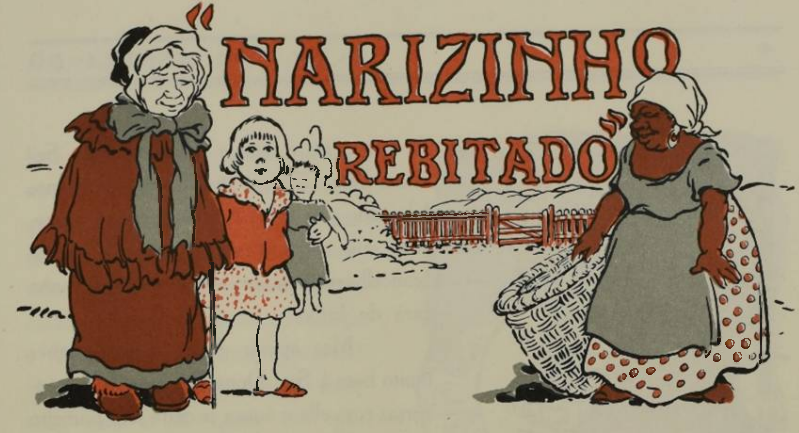
Dona Benta como imaginada por Voltolino na primeira edição de “A Menina do Narizinho arrebitado”

"Calma, doce, serena e contadora de boas histórias. As características definem a clássica personagem de Monteiro Lobato, dona Benta". A personagem é uma mulher idosa que possui dois netos, Narizinho e Pedrinho, também é proprietária do Sítio do Picapau Amarelo. Muito sábia, sempre ensina coisas novas aos netos e informando-os sobre a cultura do Brasil e do mundo. Solitária, mora apenas com a Tia Nastácia, Tio Barnabé e sua neta Narizinho e os animais do sítio, na obra de Lobato recebe a visita de Pedrinho, seu neto que vive na cidade grande, sempre que este tira férias da escola. Viúva de um grande senhor de engenho, sua paixão além de seus amados netos são os livros, dos quais adora ler para seus netos.

## Interpretadas na televisão

As atrizes Zilka Salaberry (1917-2005) e Jacira Sampaio (1922-1998), caracterizadas como as personagens Dona Benta e Tia Nastácia do Sítio do Pica-Pau Amarelo.

- Maria Rosa Ribeiro Moreira, foi a primeira atriz a viver Dona Benta em vídeo, interpretou a personagem em 1951 no filme O Saci.
- Sidnéia Rossi (1916-1991), deu vida a dona Benta na série pela Rede Tupi em 1952 e 1953
- Suzy Arruda (1917-2005) , segunda atriz a interpretar Dona Benta na série da Tupi, de 1954-1957.
- Leonor Lambertini (1920-1993), participou como Dona Benta na Tupi e TV Cultura.
- Iracema de Alencar (1898-1978) , interpretou Dona Benta no filme O Pica-pau Amarelo em 1973.
- Zilka Salaberry (1917- 2005) , na versão feita pela Rede Globo do Sítio do Picapau Amarelo , a atriz permaneceu como Dona Benta de 1977 até 1986 [9] .
- Nicette Bruno (1933-2020) , na segunda versão em 2001, a atriz Nicette Bruno interpretou a personagem até 2004,[10]
- Suely Franco , posteriormente coube a Suely Franco entre 2005 e 2006, na mesma série da segunda versão pela TV Globo
- Bete Mendes em 2007, consecutivamente, também na segunda versão da TV Globo.
- Gessy Fonseca (1924-2018) , foi a dubladora de Dona Benta no desenho animado de 2012, que volta a dar voz a personagem, pois já havia dublado Dona Benta em um programa de rádio de 1943.
- Na série de 2001, foram acrescentadas características modernas no Sítio, entre elas, um computador usado por Dona Benta para se comunicar com o neto Pedrinho. As cartas então foram substituídas por e-mails nesta versão.
- No especial exibido pelo SBT e TV ZYN, no Programa Silvio Santos, Dona Benta foi interpretada por Patrícia Mayo.[11]

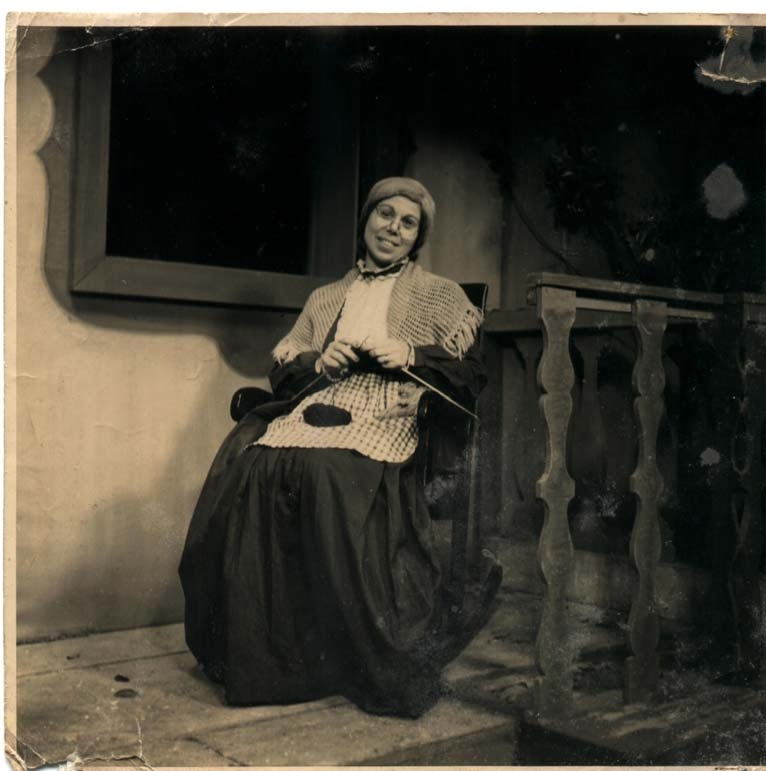
Dona Benta representada em uma das versões da TV Tupi

## Dona Benta na cultura brasileira

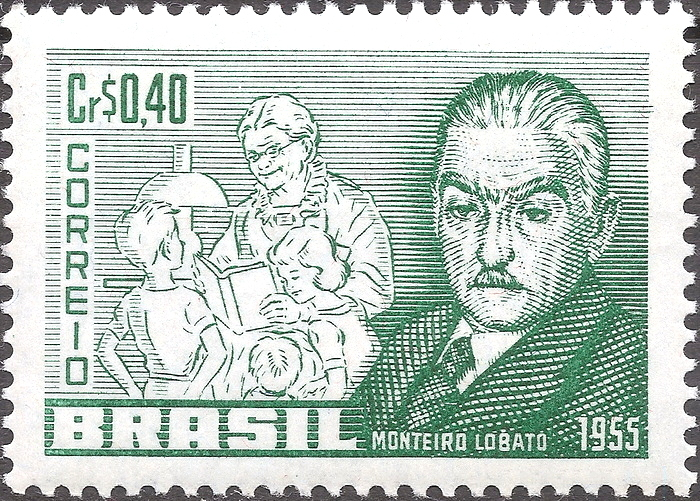
Dona Benta representada em um selo postal brasileiro do ano de 1955

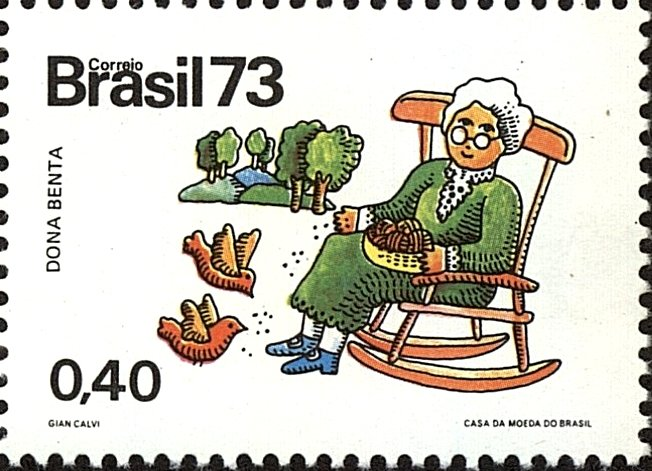
Dona Benta representada em um selo postal brasileiro do ano de 1973

Dona Benta é uma das mais célebres personagens da literatura infantil brasileira. Seu nome inspirou livros de receita, marcas de farinha entre outros produtos.

Capa do livro de receitas “Dona Benta”